# Hasna Benhassi
Hasna Benhassi (Marrakesh, 1 juni 1978) is een Marokkaanse middellangeafstandsloopster, die is gespecialiseerd in de 800 m en 1500 m. Ze nam driemaal deel aan de Olympische Spelen en liep in totaal viermaal een Marokkaans record op deze afstanden.

## Biografie
In 1996 nam Hasna Benhassi deel aan de wereldkampioenschappen voor junioren. In de halve finale op de 800 m werd ze reeds uitgeschakeld. Een jaar later sneuvelde ze opnieuw in de halve finale, maar dit keer op de wereldkampioenschappen in Athene.
Het olympisch jaar 2000 begon ze goed door de Afrikaanse kampioenschappen te winnen. Op de Olympische Spelen van 2000 in Sydney behaalde ze een achtste plaats in de finale van de 800 m. Op de wereldindoorkampioenschappen van 2001 in Lissabon won ze een gouden medaille op de 1500 m.
Benhassi won zowel op de Olympische Spelen van 2004 in Athene als op de WK van 2005 in Helsinki een zilveren medaille op de 800 m. Op de WK indoor van 2006 in Moskou behaalde ze op de 800 m een bronzen medaille en op de Memorial Van Damme 2006 werd ze eerste in dezelfde discipline.
Bij de WK in 2007 in Osaka was Hasna Benhassi opnieuw van de partij. Ze moest op de 800 m slechts haar meerdere erkennen in de Keniase Janeth Jepkosgei, die in 1.56,04 de hoogste eer naar zich toetrok. Met haar tijd van 1.56,99 was Benhassi de rest van haar concurrentes echter te snel af. In 2008 viel ze op de Olympische Spelen in Peking op de 800 m alweer in de prijzen, al werd het ditmaal een bronzen medaille. Achter het onweerstaanbare Keniase tweetal Pamela Jelimo (goud in 1.54,87) en Janeth Jepkosgei (zilver in 1.56,07) werd Hasna Benhassi derde in 1.56,73.
Benhassi is getrouwd met de Marokkaanse 800 m loper Mouhssin Chehibi.

## Titels
- Wereldindoorkampioene 1500 m - 2001
- Afrikaans kampioene 800 m - 2000
- Marokkaans kampioene 800 m - 1996

## Persoonlijke records
Outdoor
| Onderdeel   | Prestatie    | Datum            | Plaats |
| ----------- | ------------ | ---------------- | ------ |
| 800 m       | 1.56,43 (NR) | 23 augustus 2004 | Athene |
| 1000 m      | 2.33,15 (NR) | 17 juli 1999     | Nice   |
| 1500 m      | 4.02,54      | 11 juli 2003     | Rome   |
| 1 Eng. mijl | 4.32,99      | 5 juli 1998      | Linz   |

Indoor
| Onderdeel | Prestatie | Datum            | Plaats     |
| --------- | --------- | ---------------- | ---------- |
| 800 m     | 1.59,33   | 14 februari 1999 | Birmingham |
| 1000 m    | 2.37,89   | 7 februari 1999  | Stuttgart  |
| 1500 m    | 4.04,48   | 11 februari 2001 | Dortmund   |

## Palmares

### 800 m
Kampioenschappen
- 1996:  Marokkaanse kamp. - 2.04,6
- 1997:  Middellandse Zeespelen in Bari
- 1998:  Afrikaanse kamp. in Dakar
- 1999: 5e WK indoor - 1.59,57
- 2000: 8e OS - 1.59,27
- 2000:  Afrikaanse kamp. in Algiers
- 2004:  OS - 1.56,43
- 2004:  Wereldatletiekfinale
- 2005:  WK - 1.59,42
- 2004:  Wereldatletiekfinale
- 2006:  WK indoor - 2.00,34
- 2007:  WK - 1.56,99
- 2008:  OS - 1.56,73

Golden League-podiumplekken
- 1999:  Golden Gala – 1.58,06
- 2000:  Meeting Gaz de France – 2.00,62
- 2000:  Memorial Van Damme – 1.59,75
- 2005:  Golden Gala – 1.58,41
- 2005:  Weltklasse Zürich – 1.59,18
- 2006:  Weltklasse Zürich – 1.58,71
- 2006:  Memorial Van Damme – 1.59,06

### 1500 m
- 2001:  WK indoor - 4.10,83
- 2002:  Afrikaanse kamp. in Tunis
- 2003: 8e WK indoor - 4.09,03